# Præsidentvalget i Georgien 2008
Præsidentvalget i Georgien blev afholdt i Georgien den 5. januar 2008 efter at valget var blevet fremrykket af den daværende præsident Mikheil Saakasjvili, den oprindelige dato var i efteråret 2008. Samtidigt med valget var der folkeafstemning om NATO-medlemskab, her stemte 77% af vælgerne for medlemskabet.

## Kandidater
22 indbyggere havde på forhånd meldt ud at de ønskede at deltage i valget om præsidentposten. Efter georgisk valglov, må enhver som levere 50 000 underskriver fra vælgere blive registreret af valgkommissionen i landet som officiel kandidat. I alt leverede 13 kandidater deres kandidatur, men kun 7 af disse blev anerkendt af valgkommissionen. Disse var:
- Levan Gatsjetsjiladze, nomineret af en koalition på 9 partier;
- Davit Gamkrelidze, lederen af partiet "Ny Rett";
- Gia Maisasjvili, lederen af partiet "Fremtidspartiet";
- Sjalva Natelasjvili, lederen af det georgiske arbejderparti;
- Arkadi Patarkatsisjvili, en forretningsmand (han trak sig som kandidat 28. december 2007);
- Mikheil Saakasjvili, ekspræsident og lederen af partiet "Forenet nationalbevægelse";
- Irina Sarisjvili-Tsjanturia, den eneste kvindelige kandidat og lederen af det russiskvenlige parti "Håbets Parti"[4]

### Resultater
Endelige valgresultater.
| Kandidat                    | Parti                       | Stemmer   | %       | Kommentar                               |
| --------------------------- | --------------------------- | --------- | ------- | --------------------------------------- |
| Mikheil Saakasjvili         | "Forenet nationalbevægelse" | 1 060 042 | 53,47 % | den tidligere præsident                 |
| Levan Gatsjetsjiladze       | 9 partier i koalition       | 509 234   | 25,69 % |                                         |
| Arkadi Patarkatsisjvili     |                             | 140 826   | 7,10 %  | trak sig som kandidat 28. december 2007 |
| Sjalva Natelasjvili         | det georgiske arbejderparti | 128 589   | 6,49 %  |                                         |
| Davit Gamkrelidze           | "Ny Ret";                   | 79 747    | 4,02 %  |                                         |
| Giorgi Maisasjvili          | "Fremtidspartiet"           | 15 249    | 0,77 %  |                                         |
| Irina Sarisjvili-Tsjanturia | "Håbets Parti               | 3 242     | 0,16 %  | eneste kvindelige kandidat              |